# 바나냐
바나냐(ばなにゃ, Bananya)는 애니메이션 스튜디오 게더링(Gathering)에서 제작한 오리지널 일본 애니메이션 TV 시리즈이다. 2016년 7월 4일부터 2016년 9월 26일까지 방영되었다. 이 시리즈는 바나나 안에 사는 흰 고양이를 따라간다. 크런치롤을 통해 일본 이외의 지역으로 스트리밍되었다. 두 번째 시즌이 2019년 10월 1일부터 2019년 12월 24일까지 방영되었다.

## 구성
바나나 안에 사는 새로운 종의 작은 고양이를 발견한 애니메이션은 그들의 삶을 중심으로 전개된다. 바나냐의 평생 꿈은 바나나 고양이 친구들과 함께 초콜릿 목욕을 하는 것이다. 그때까지 그들은 정상적인 가정에서 최선을 다해 삶을 살려고 노력하고 있다.